# 强俄巴·多吉欧珠
强俄巴·多吉欧珠（藏語：བྱང་ངོས་པ་རྡོ་རྗེ་དངོས་གྲུབ་，威利转写：byang ngos pa rdo rje dngos grub，1928年—）藏族，西藏拉萨人。西藏噶厦官员，后为中华人民共和国官员。

## 生平
强俄巴·多吉欧珠曾是西藏噶厦官员。1951年西藏和平解放时，强俄巴·多吉欧珠在老师擦珠·阿旺洛桑推荐下，到西藏军区藏文藏语训练班任藏文教员。后来，西藏自治区筹备委员会成立时，强俄巴·多吉欧珠任筹备委员会文教科科长，并在此后成立的西藏地方干校任教。1959年拉萨骚乱后，他任拉萨军管会委员，负责接管大昭寺的工作。西藏土地改革运动后，担任西藏行政干校教务处副处长，同时任西藏行政干校外训班藏文教师，为外训班学生上西藏旧式公文课。
改革开放后，强俄巴·多吉欧珠曾在西藏自治区教材编译局工作。1980年9月，任西藏自治区教育厅副厅长，负责教材建设与民族教育工作研究。他是第七届全国人大代表，第八届、第九届全国政协委员。

## 家庭
- 父：强俄巴·仁增多吉
- 女：强俄巴·次仁央宗